# Saon
Saon ist eine französische Gemeinde im Département Calvados in der Region Normandie mit 223 Einwohnern (Stand: 1. Januar 2022). Saon gehört zum Arrondissement Bayeux und zum Kanton Trévières. 

## Geografie
Saon liegt etwa 22 Kilometer westlich von Bayeux am Flüsschen Tortonne. Umgeben wird Saon von den Nachbargemeinden Mandeville-en-Bessin im Norden, Blay im Osten, Le Breuil-en-Bessin im Süden und Südosten, Le Molay-Littry im Süden, Saonnet im Westen sowie Rubercy im Westen und Nordwesten.

## Bevölkerungsentwicklung
| 1962                      | 1968 | 1975 | 1982 | 1990 | 1999 | 2006 | 2013 |
| ------------------------- | ---- | ---- | ---- | ---- | ---- | ---- | ---- |
| 281                       | 280  | 248  | 189  | 182  | 217  | 229  | 231  |
| Quelle: Cassini und INSEE |      |      |      |      |      |      |      |

## Sehenswürdigkeiten
- Kirche Saint-Aubin aus dem 17. Jahrhundert, seit 1994 Monument historique
- Herrenhaus von Gruchy aus dem 17. Jahrhundert
- Herrenhaus von Saon aus dem 16. Jahrhundert, Umbauten aus dem 18. Jahrhundert

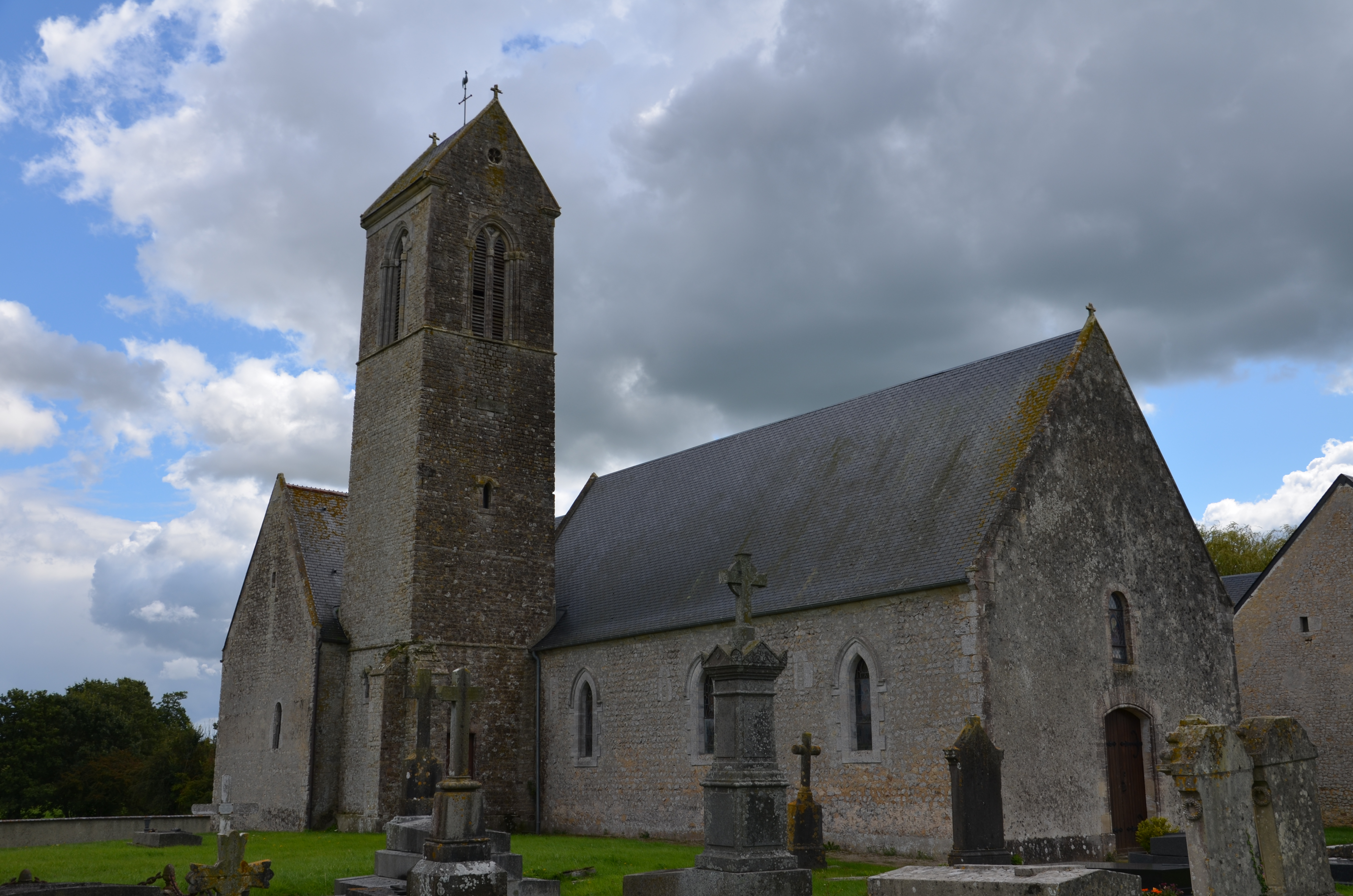
Kirche Saint-Aubin